# NGC 6025
NGC 6025 é um aglomerado aberto na direção da constelação de Triangulum Australe. O objeto foi descoberto pelo astrônomo Nicolas Lacaille em 1751, usando um telescópio refrator com abertura de 0,5 polegadas. Devido a sua moderada magnitude aparente (+5,1), é fracamente visível a olho nu, mesmo em regiões distantes de cidades.